# مد جونز
مد جونز (Med Jones) (همچنین معروف به: مد یونز) (Med Yones)، اقتصاددان اهل ایالات متحده است. او رئیس مؤسسه بین‌المللی مدیریت، یک مؤسسه پژوهشی مقیم ایالات متحده است. کار او در این مؤسسه متمرکز بر اقتصاد، سرمایه‌گذاری و استراتژی تجاری می‌باشد.

## حرفه

### رکود بزرگ ۲۰۰۸
مد جونز یکی از معدود اقتصاددانانی است که رکود بزرگ ۲۰۰۸ ناشی از ترکیدن حباب بازار مسکن ایالات متحده، بحران بازار مسکن به دلیل وام درجه دو و بحران مالی ۲۰۰۷–۲۰۰۸ را پیش‌بینی نمود. در یک ورق سفید در ۲۰۰۶ میلادی، او سه ریسک اقتصادی عمده در ایالات متحده را برای دهه ۲۰۰۷ تا ۲۰۱۷ فهرست کرد. در میان این ریسک‌ها، حباب مسکن و وام مصرف‌کننده، ریسک‌های اصلی تهدید کننده اقتصاد ایالات متحده بودند. در مارس ۲۰۰۷، او در مصاحبه‌ای با رویترز اظهار داشت که تأثیر بازار مسکن تنها به بخش خانه سازی/مسکن محدود نخواهد شد، او در رابطه با افزایش ورشکستگی‌ها، سقوط بازار سهام و از دست دادن اعتبار اقتصاد ایالات متحده هشدار داد. براساس گزارش رویترز، «او گفت که ترکیدن حباب بازار خرید و فروش مسکن و میزان بلند وام مصرف‌کننده یک نگرانی بزرگ است» و «اگر مردم به این فکر شوند که ورشکستگی‌های زیادی (در بازار وام درجه دو مسکن) رخ می‌دهد، پس شما شاهد تنزیل قیمت‌ها در بازار سهام خواهید بود». از آن هم مهم‌تر این‌که، او به صراحت در مورد یک بحران اقتصادی به مراتب بدتر ناشی از بازار مسکن هشدار داده و اظهار داشت که «بدترین چیزی که می‌تواند در یک اقتصاد رخ دهد، از دست دادن اعتبار است».
در ۲۰۰۷ میلادی، فدرال رزرو هنوز هم نمی‌توانست تأثیرات حباب مسکن و سقوط بازار وام درجه دو مسکن را ببینید. در اوت ۲۰۰۷، بانک فدرال رزرو نیویورک گزارش داد که مشکلات بر استرنز (شرکت خدمات مالی) هیچ ریسک قابل‌توجه را متوجه اقتصاد نمی‌سازد. رئیس فدرال رزرو اظهار داشت که: «بازار مسکن با دقت بیشتری دیده شده و احتمال پدیدآمدن بدترین پیامدها پایین‌تر آورده شده‌است». در ماه می ۲۰۰۸، در یک استحضار در کنگره، رئیس فدرال رزرو بن برننکی گفت که او تنها تأثیرات «محدود» بازار وام درجه دو بر «بازار وسیع‌تر مسکن»، را دید.
در ۲۰۰۹ میلادی، اقتصاددان‌های برتر و برخی برندگان جایزه نوبل اقتصاد به‌خاطر این‌که از ناتوانی خود در پیش‌بینی بحران دفاع کردند مورد انتقاد قرار گرفتند، چون آن‌ها اظهار داشته بودند که بحران اقتصادی غیرقابل پیش‌بینی بود. براساس گزارش دانشگاه وارتون، «آنچه مسئله را بدتر کرد، تنها این نبود که اقتصاددان‌های برتر نتوانستند بحران را پیش‌بینی کنند، بلکه آن‌ها به صراحت وقوع بحران را رد کردند».
پیش‌بینی اقتصادی جام مقدس سرمایه‌گذاری است. وال‌استریت میلیاردها دلار را روی پژوهش و تحلیل اقتصادی هزینه می‌کند. پیش‌بینی صحیح اقتصادی، توسط دانشگاهیان و سرمایه‌گذاران چیزی قریب به غیرممکن پنداشته می‌شود. با این حال، بعضی اوقات برخی تحلیل‌گران نظریات مشخصی ارایه می‌کنند که با نظریه جمهور مخالف بوده و با درستی استثنایی برخی اقتصاددانان و سرمایه گذاران پیشتاز را غلط ثابت می‌کنند. از میان اقتصاددان‌های که بحران مالی را پیش‌بینی کردند، پیش‌بینی‌های جونز صحیح‌ترین آن‌ها گفته می‌شود.
در ۲۰۱۰ میلادی، اداره رئیس‌جمهوری باراک اوباما و اقتصاددانان برجسته در اندیشکده‌های پیشتاز روی یافتن راه‌های برای بازگرداندن «اعتبار اقتصادی» متمرکز بودند.
در ۲۰۱۵ میلادی، هفت سال پس از رکود مالی بزرگ، پژوهش‌گران آکادمیک مقاله‌ای را در مجمع جهانی اقتصاد پیشکش نموده و تشریح نمودند که مسئله اعتبار اقتصادی در حوزه دانشگاه به‌طور کامل جدی گرفته نمی‌شد و این امر یکی از عوامل اصلی در بهبود پس از رکود بزرگ بود.
سرمایه‌گذاران و مشاورین سرمایه‌گذاری که از پیش‌بینی‌های جونز پیروی می‌نمایند، او را از زمره برجسته‌ترین مدیران پول و اقتصاددانان مستقل می‌دانند.

### دیدگاه‌ها در مورد پیش‌بینی اقتصادی و وال استریت
علی‌رغم داشتن ریکارد صحیح‌ترین پیش‌بینی درمورد رکود بزرگ و بهبود پس از آن، او خود سرمایه‌گذاران را بر علیه استفاده از پیش‌بینی‌هایش توصیه می‌کند. جونز باورمند است که پیش‌بینی اقتصادی غیرقابل اعتماد بوده و وال‌استریت یک کازینو (قمارخانه) است. او در مصاحبه‌ای می‌گوید، «من به هیچ‌کسی توصیه نمی‌کنم تا بر اساس چشم‌انداز من از اقتصاد، سرمایه‌گذاری نماید. حقیقت این است که زمانی افراد در وال‌استریت سرمایه‌گذاری می‌کنند، آن‌ها در واقع در مورد آینده شرط می‌بندند». به علاوه، هرچند او برای کار خود در اقتصاد معروف است، اما خود تلاش می‌کند تا از حرفه اقتصاد فاصله بگیرد.

### شاخص شادمانی ناخالص ملی – شاخص GNH
معرفی نخستین شاخص شادمانی ناخالص ملی (شاخص GNH) در ۲۰۰۵ میلادی که به عنوان شاخص سلامت ناخالص ملی (شاخص GNW) نیز یاد گردد، به آقای جونز نسبت داده می‌شود.
در ۲۰۰۶ میلادی، او اوراق سفید را تحت عنوان تقلای ناشادمانی آمریکایی منتشر نموده و به سیاست‌سازان، اقتصاددان‌ها و پژوهش‌گران فراخوان داد تا چارچوب شاخص شادمانی ناخالص ملی را اجرا نمایند. در مورد این نوآوری در مقالات آکادمیک و پژوهشی به‌طور گسترده بحث شده و شاخص GNH را مدلی برای توسعه و اندازه‌گیری اقتصادی عنوان کردند.
اصطلاح شادمانی ناخالص ملی (GNH) برای نخستین‌بار در ۱۹۷۲ میلادی توسط سیکو مانشولت، یکی از بنیان‌گذاران اتحادیه اروپا و چهارمین رئیس کمیسیون اروپا، به‌کار برده شد. شادمانی ناخالص ملی اغلب به‌طور نادرست به چهارمین پادشاه بوتان، جیگمه سینگیه وانگچوک، نسبت داده می‌شود، کسی که در اواخر دهه ۱۹۹۰ به ترویج این مفهوم پرداخت. فلسفه شادمانی ناخالص ملی پیشنهاد می‌کرد که هدف اصلی دولت بهبود شادمانی است. این فلسفه به علت ماهیت ذهنی شادمانی و نبود تعریف کمی دقیق از شادمانی ناخالص ملی و همچنین فقدان مدل‌های عملی برای اندازه‌گیری تأثیر سیاست‌های اقتصادی بر سلامت ذهنی شهروندان، از نظر اجرایی با مشکلاتی مواجه شد.
هدف شاخص شادمانی ناخالص ملی این بود تا معیار جدیدی به عنوان جایگزین معرف سنتی تولید ناخالص داخلی (GDP) ارایه نماید، این معیار جدید معرف‌های اندازه‌گیری و چارچوب سیاست توسعه ذهنی و عینی اجتماعی-اقتصادی را باهم پیوند می‌داد. شاخص شادمانی ناخالص ملی به این هدف طراحی شد تا بیانیه سیاسی تنها ذهنی نسل اول را به یک مفهوم کلی قابل اجرای نسل دوم (عینی و ذهنی) تبدیل نموده و شادمانی را به یک معیار توسعه اجتماعی-اقتصادی مبدل نماید. این معیار پیشنهاد شده توسعه اجتماعی-اقتصادی را با پیگیری توسعه در هفت حوزه: اقتصادی، زیست‌محیطی، فیزیکی، ذهنی، محیط کار، اجتماعی و سیاسی از طریق داده‌های عینی و نتایج ذهنی نظرسنجی‌ها، اندازه‌گیری می‌کند. شادمانی ناخالص ملی به هدف مبدل شدن به تابع شاخص مجموع میانگین سرانه پیشنهاد شده‌است. در همان سال، او یک نقشه نظرسنجی شاخص شادمانی ناخالص ملی را منتشر نمود که می‌تواند سلامتی ذهنی در کشورهای مختلف را محک بزند و همبستگی و وابستگی میزان شادمانی با تفاوت‌ها در سیاست‌های محلی را برای تشخیص بهترین روش‌ها و صدور سیاست‌های عمده اجتماعی-اقتصادی نشان دهد. نخستین نظرسنجی شاخص شادمانی در ۲۰۰۵ میلادی انجام شد.
پس از معرفی شاخص شادمانی ناخالص ملی در ۲۰۰۵ میلادی، چندین نوآوری آغاز گردید که شاخص شادمانی ناخالص ملی را در اجتماع خود پذیرفتند.
در گزارشی (۲۰۱۲) که برای نماینده کنگره ایالات متحده هانس کلارک تهیه شد، پژوهش‌گران بن، بیچی و جاستون زورن در مدرسه حکومت جان اف. کندی در دانشگاه هاروارد توصیه نمودند که «کنگره باید پارامترهای وسیع معرف‌های ضمیمه‌ای ملی جدید و به دقت طراحی شده را تجویز نماید؛ کنگره همچنین باید یک کمیسیون دو حزبی از متخصصین را برای رسیدگی به مسائل روش‌شناختی حل نشده و شامل سازی معرف‌های بدیل، ایجاد نماید». آن‌ها پیشنهاد نمودند که حکومت می‌تواند از نتایج این نظرسنجی برای دانستن این‌که کمترین رضایت در کدام ابعاد سلامت وجود دارد و این‌که کدام شهرستان‌ها/ولسوالی‌ها و گروه‌های جمعیتی بیشترین کاستی را دارند استفاده نموده و منابع را بر مبنای آن تخصیص دهد». این گزارش، شاخص شادمانی ناخالص ملی و هفت حوزه اندازه‌گیری آن را به عنوان یکی از چارچوب‌های اصلی که باید به آن پرداخته شود، فهرست می‌نماید.
در ۲۰۰۷ میلادی، تایلند شاخص سبز و شادمانی (GHI) را نشر می‌کند.
در ۲۰۰۹ میلادی، سیستم نظرسنجی گالوپ در ایالات متحده یک نظرسنجی شادمانی را به راه انداخته و در سطح ملی داده گردآوری نمود. شاخص سلامت گالوپ بر مبنای چارچوب شاخص شادمانی ناخالص ملی ۲۰۰۵ میلادی، مدل‌سازی شد. نمره شاخص سلامت، میانگین شش شاخص-فرعی دیگر است که ارزیابی زندگی، سلامت روانی، محیط کاری، سلامت فیزیکی، رفتارهای سالم و دسترسی به نیازمندی‌های اولیه را اندازه‌گیری می‌کند. در اکتبر ۲۰۰۹، نمره ایالات متحده ۶۶٫۱/۱۰۰ بود.
در ۲۰۱۰ میلادی، شاخص شادمانی ناخالص ملی بوتان برای نخستین بار آغاز شد، شاخص شادمانی ناخالص ملی بوتان شبیه شاخص اولیه‌ای است که توسط مد جونز ساخته شد.
در ۲۰۱۱ میلادی، قطع‌نامه ۶۵/۳۰۹ مجمع عمومی ملل متحد دارای این عنوان بود، «شادمانی: به‌سوی یک رویکرد کلی نسبت به توسعه».
در ۲۰۱۱ میلادی سازمان همکاری و توسعه اقتصادی (OECD) «شاخص زندگی بهتر» (BLI) را راه‌اندازی می‌کند.
در ۲۰۱۱ میلادی، شبکه شاخص سلامت کانادا (شبکه CIW) شاخص سلامت کانادا (CIW) را راه اندازی می‌کند.
در ۲۰۱۱ میلادی، یکی از روزنامه‌های پیشتاز اسرائیلی، هاآرتس، مقاله‌ای را منتشر نموده و طی آن پیشنهاد نمود که شاخص اقتصادی تولید ناخالص داخلی غربی یک مدل توسعه ناکامل است و درخواست استفاده از فلسفه شادمانی ناخالص ملی بوتان و شاخص شادمانی ناخالص جونز در اسرائیل را نمود.
در ۲۰۱۲ میلادی، شهر سیاتل در واشینگتن شاخص جدید شادمانی خود را ایجاد نمود که روی معیارهای شبیه شاخص شادمانی ناخالص ملی تأکید داشت.
در ۲۰۱۲ میلادی، کره جنوبی شاخص شادمانی را ایجاد نموده و از چارچوب شاخص شادمانی ناخالص مالی استفاده نمود.
در هند، دورنما و نقشه‌راه ۲۰۳۰ حکومت گوا در ۲۰۱۲ میلادی، شاخص شادمانی ناخالص ملی را به عنوان مدلی برای اندازه‌گیری شادمانی مشخص نمود.
در ۲۰۱۴ میلادی، حکومت دبی شاخص شادمانی محلی خود را آغاز نمود تا خشنودی و رضایت مردم از خدمات مختلف حکومت را اندازه‌گیری نماید.
در ۲۰۱۴ میلادی، انگلستان آمار سلامت و خوشحالی خود را آغاز کرد.
استاد پیتر تی. کولمن، رئیس مرکز بین‌المللی همکاری و حل منازعه در دانشگاه کلمبیا که در سطح دنیا معروف است، در ۲۰۱۲ میلادی پیشنهاد نمود که شاخص شادمانی ناخالص ملی جونز را می‌توان در شاخص صلح جهانی (GPI) به‌کار برد.
سایر شاخص‌های شادمانی در خور توجه که از شاخص شادمانی ناخالص ملی ۲۰۰۵ پیروی نمودند شامل: شاخص زندگی بهتر سازمان همکاری و توسعه اقتصادی در ۲۰۱۱ میلادی، گزارش رضایت جهانی در ۲۰۱۱ میلادی و شاخص پیشرفت اجتماعی (SPI) در ۲۰۱۳ میلادی.

## دیدگاه‌های سیاسی
مد جونز در مشخصات خود در میان اقتصاددانان وال‌استریت ژورنال به عنوان یک اقتصاددان مستقل شناخته می‌شود.